# الضبة (المخادر)

تعديل مصدري - تعديل

الضبة محلة تابعة لقرية شنين القبة، التابعة لعزلة السحول بمديرية المخادر إحدى مديريات محافظة إب في الجمهورية اليمنية، بلغ تعداد سكانها 68 حسب تعداد اليمن لعام 2004.